# Jackson Makoi
Anyiarbany Makoi, meglio noto come Jackson Makoi (3 luglio 2000), è un cestista sudsudanese con cittadinanza australiana.

## Carriera

### Nazionale
Con la nazionale sudsudanese è stato convocato per il Campionato africano del 2021.

## Palmarès
- Campionato australiano: 1

Sydney Kings: 2022-23